# Вейн Ґласґо
Вейн Ґласґо (англ. Wayne Glasgow, 17 січня 1926 — 31 грудня 2000) — американський баскетболіст.
Олімпійський чемпіон 1952 року.